# Малоглумчанка
Малоглу́мчанка (укр. Малоглумчанка) — село на Украине, находится в Емильчинском районе Житомирской области.
Код КОАТУУ — 1821781803. Население по переписи 2001 года составляет 139 человек. Почтовый индекс — 11222. Телефонный код — 4149. Занимает площадь 0,569 км².

## История
В 1946 году указом ПВС УССР хутор 61 километр переименован в Малоглумчанский.

## Адрес местного совета
11222, Житомирская область, Емильчинский р-н, с. Великая Глумча